# 고정단 모멘트
고정단 모멘트는 양단이 고정된 보 부재에 하중이 재하되었을 때 양단에서 발생하는 반력 모멘트를 의미한다. 처짐각법, 모멘트 분배법, 매트릭스 구조해석 등의 여러 구조해석 방법에서는 고정단 모멘트의 값을 구할 필요가 있다.

## 예제
아래의 예에서, 시계 방향의 모멘트를 양으로 한다. 또한 지점부의 수직 반력은 표시되어 있지 않다. 수직 반력은 정역학으로 구할 수 있다.
| 단위길이당 세기 q인 등분포 하중 | 최대 세기가 q0인 선형분포 하중 |
| 크기 P인 집중 하중              | 크기 M0인 모멘트               |

## 같이 보기
- 매트릭스 구조해석
- 처짐각법
- 모멘트 분배법

## 참고 문헌
- 양창현 (2001-01-10). 《구조역학》, 4판, 청문각, ISBN 89-7088-709-1.